# Ка Роса (Болоња)
Ка Роса је насеље у Италији у округу Болоња, региону Емилија-Ромања.
Према процени из 2011. у насељу је живело 62 становника. Насеље се налази на надморској висини од 188 м.